# Thẩm Đằng
Thẩm Đằng (tiếng Trung: 沈腾, bính âm: Shěn Téng, sinh ngày 23 tháng 10 năm 1979) sinh tại Tề Tề Cáp Nhĩ, Hắc Long Giang, Trung Quốc là một diễn viên và đạo diễn người Trung Quốc. Thẩm Đằng theo học tại Học viện Nghệ thuật Quân Giải phóng Nhân dân năm 1999 và nhận bằng cử nhân năm 2003. Ký hợp đồng với công ty Khai Tâm Ma Hoa.
Một trong những diễn viên hài nổi tiếng nhất ở Trung Quốc, Thẩm Đằng đã được xuất hiện trong chương trình Xuân Vãn của đài CCTV liên tiếp 4 lần từ năm 2012 - năm 2015.
Đồng thời, cũng là một trong những “Ông hoàng phòng vé” của Trung Quốc. Và cũng là người đầu tiên trong lịch sử Trung Quốc đạt 20 tỷ NDT chỉ trong vòng 6 năm từ năm 2015 - năm 2021.
Năm 2019, đứng thứ 6 trong danh sách "Người nổi tiếng Trung Quốc" của Forbes.

## Trải Nghiệm Niên Thiếu
Lúc trước ở đại học, Thẩm Đằng hoàn toàn chưa từng nghĩ qua bản thân muốn học biểu diễn. Chị của Thẩm Đằng tốt nghiệp tại Học viện Nghệ Thuật Quân Đội, là một nhà danh nữ giọng hát cao. Thẩm Đằng - từ nhỏ không có ước mơ. Người nhà cũng lo cho anh ấy, cũng không biết anh ấy lớn lên nên làm cái gì cho tốt. Chị liền kiến nghị để anh ấy đi thi vào Học viện Nghệ Thuật Quân Đội. Trước khi thi đại học, tham gia các khoá đào tạo. Học một chút biểu diễn, lời thoại, thanh nhạc, vũ đạo những kiến thức cơ bản. Sau khi vào đại học, thầy cô để anh ấy gánh vác đại diện lớp diễn xuất. Bỗng chốc đã truyền tinh thần trách nhiệm cho Thẩm Đằng. Đối với biểu diễn cũng càng có hứng thú. Muốn lấy mình làm gương hoàn thành tốt bài tập, còn giúp các bạn học đi diễn, dần dần mà anh đã thích biểu diễn. Thiên phú hài kịch của anh lúc ở đại học cũng từng bước lộ rõ. Chỉ cần anh đứng trên sân khấu ấy, mọi người đều sẽ cười. Năm 2003, Thẩm Đằng tốt nghiệp Học viện Nghệ Thuật Quân Đội.

## Sự Nghiệp

### Năm 2003
- Diễn xuất trong sân khấu kịch đầu tiên của Khai Tâm Ma Hoa "Muốn Ăn Bánh Quẩy Giờ Vặn Cho Cậu".

### Năm 2004
- Đạo diễn và diễn trong sân khấu kịch "Khai Tâm Ma Hoa 2005: Nhân Phiêu Tại Giang Hồ" trong vai Trúc Diệp Thanh.
- Tham gia bộ phim truyền hình "Bước Chạy Thanh Xuân" trong vai Thường Hòa Bình.

### Năm 2005
- Trong bộ phim truyền hình Khai Tâm Ma Hoa "Love Influenza", Thẩm Đằng vào vai người dẫn chương trình và người đứng đầu nhặt được vàng, đồng thời là trợ lý đạo diễn.

### Năm 2006
- Ngày 17 đến ngày 20 tháng  1 "Muốn Ăn Bánh Quẩy Giờ Vặn Cho Cậu" hàng trăm xuất diễn tết, đảm nhiệm trợ lý đạo diễn.
- Diễn xuất kịch nói " Tôi Ở Thiên Đường Chờ Em ", đóng vai Âu Mộc Hâm.
- Trong kịch nói "Thanh Niên Quân Cận Vệ", đóng vai Friedrich.

### Năm 2007
- Tự đạo tự diễn chế tác sân khấu kịch "Khai Tâm Ma Hoa 2007: Thạch Đầu Điên Cuồng", đóng vai Phiên Dịch.

### Năm 2008
- Trong sân khấu kịch "Khai Tâm Ma Hoa 2009: Ngọt Mặn Xứng Đôi" đảm nhiệm đạo diễn và đóng vai Tiểu Thuận.

### Năm 2009
- Đạo diễn sân  khấu kịch Khai Tâm Ma Hoa "Hải Tặc Somalia" vào vai phụ thầy giáo tiểu P, vai Đặng Mẫu Đẳng.

### Năm 2010
- Sân khấu kịch năm mới "Bá Tước Núi Ô Long", đóng vai chính một chàng trai nghèo không có gì trong tay.

### Năm 2012
- Ngày 22 tháng 1, Lần đầu xuất hiện trên sân khấu truyền hình Xuân Vãn, ở Xuân Vãn cùng Hoàng Dương, Ngải Luân hợp tác biểu diễn “Hạnh Phúc Hôm Nay”[5], trong tiểu phẩm đóng vai Hách Kiến.
- Cùng năm, cùng Vương Tiểu Sơn, Lý Hân Vân bắt tay diễn chính trong phim “Mối Quan Hệ Trên Giường”[6] đóng Trương Thành. Cũng với bộ phim này, Thẩm Đằng đoạt được giải “Diễn viên xuất sắc nhất” cuộc thi Lễ Phim Điện Ảnh Đại Học Bắc Kinh lần thứ 20 và giải “Diễn viên xuất sắc nhất” Lễ Phim Điện Ảnh Đại Học Trung Quốc lần thứ 2.

### Năm 2013
- Ngày 9 tháng 2, lại lần nữa xuất hiện trên Xuân Vãn cùng Mã Lệ, Đỗ Hiểu Vũ, Vương Kỳ cùng biểu diễn tiểu phẩm “Hạnh Phúc Hôm Nay 2” tiếp tục đóng vai Hách Kiến.
- Ngày 24 tháng 2, bước lên đêm hội truyền hình nguyên tiêu. Cùng Ngải Luân, Vương Ninh, Thường Viễn biểu diễn tiểu phẩm “Náo Nguyên Tiêu”.
- Ngày 25 tháng 4, Thẩm Đằng đạt giải lần thứ 4 “Hiện Đại Hí Kịch Cốc” Giải thưởng One Drama Awards Nam diễn viên mới của năm. Ngày 12 tháng 7, được đài truyền hình Xuân Vãn sắp xếp tham gia năm 2014..

### Năm 2014
- Ngày 30 tháng 1 năm 2014, Thẩm Đằng tham gia lần thứ 3 đài truyền hình Xuân Vãn cùng Mã Lệ, Đỗ Hiểu Vũ cùng hợp tác biểu diễn tiểu phẩm “Đỡ Không Đỡ”.
- Tháng 3, Thẩm Đằng tham gia đài truyền hình Hồ Nam tiết mục ”Bách Biến Đại Ca Tú“. Thử thách kinh điển phim truyền hình “Hoàn Châu Cách Cách” đóng trong vai Dung Ma Ma.
- Tháng 4, tham gia phim truyền hình “Em Là Đôi Mắt Của Anh” đóng chính trong vai Trương Tâm Cân.
- Tháng 5, đăng trên mạng bộ phim hài nhỏ “Người Gặp Người Yêu” do anh tự đạo tự diễn.
- Tháng 9, Thẩm Đằng tham gia phim “Mở Cờ Trong Bụng”[7] công chiếu, trong phim Thẩm Đằng diễn ông chủ Liêu Tao.

### Năm 2015
- Ngày 18 tháng 2 năm 2015, Thẩm Đằng lần thứ 4 xuất hiện trên đài truyền hình Xuân Vãn. Cùng Mã Lệ, Đỗ Hiểu Vũ hợp tác biểu diễn tiểu phẩm “Thuận Theo Sở Thích”.
- Ngày 4 tháng 3, ở đài truyền hình trung ương đêm hội nguyên tiêu, hát bài “Một Đời Có Em”. Thẩm Đằng, Đỗ Hiểu Vũ đảm nhận diễn vai chính trong phim điện ảnh “Nhất Niệm Thiên Đường” tại Phật Sơn, Quảng Đông hoàn thành quay. Cuối năm 2015 công chiếu. Nữa đầu năm 2015, anh tham gia ghi hình chương trình thực tế hài kịch thi đấu nổi tiếng đầu tiên “Hoan Lạc Hỷ Kịch Nhân”[8] của đài truyền hình Đông Phương, và giành được giải quán quân.
- Tháng 7, Nhóm Thẩm Đằng Khai Tâm Ma Hoa dựa vào góc nhìn hài kịch và phương thức biểu diễn độc đáo. Đã giành được mùa 1 quán quân “Hoan Lạc Hỷ Kịch Nhân”[8].
- Tháng 8, trong “Cút Ngay! U Quân”[9], Thẩm Đằng diễn vai “đàn ông hèn”. Trong phim với diễn xuất hài hước anh đã nâng “đàn ông hèn” lên đẳng cấp mới.
- Tháng 7 đến tháng 8, tham gia đài truyền hình Tứ Xuyên ghi hình chương trình thực tế lịch sử quy mô lớn “Chúng Ta Xuyên Không Đi”.
- Ngày 30 tháng 9, Thẩm Đằng, Mã Lệ, Ngải Luân, Thường Viễn cùng diễn công chiếu phim hài “Hạ Lạc Rất Phiền Não”[10]. Phim vừa công chiếu 62 ngày, doanh thu phòng vé cuối cùng vượt qua 1,441 tỷ NDT ( 228,5 triệu USD ). Xếp hạng thứ 5 trong danh sách doanh thu phòng vé năm 2015. Trong ngày công chiếu, lần công chiếu phim và số người đang xem lần lượt đã vượt qua 132 nghìn và 44,75 triệu. Dựa vào bộ phim này, Thẩm Đằng thành công đạt được “Giải Kim Dương Hoa Ngữ Diễn Viên Của Năm 2015” liên hoan phim Macao.
- Tháng 10 đến tháng 11, tham gia ghi hình đài truyền hình Giang Tô chương trình “Con Rể Đến Nhà Rồi”.
- Ngày 31 tháng 12, Thẩm Đằng, Mã Lệ đóng chính phim “Nhất Niệm Thiên Đường” công chiếu toàn quốc.

### Năm 2016
- Tháng 1, Thẩm Đằng đặc biệt diễn xuất trong phim “Vương Bài Đối Vương Bài”[11]. Trong phim đóng vai cấp trên của Lưu Đức Hoa. Phim được công chiếu ngay dịp Quốc khánh năm 2016.
- Ngày 29 tháng 1, Thẩm Đằng diễn chính trong phim truyền hình “Em Là Đôi Mắt Của Anh”, được phát trong khu giờ vàng của đài CCTV8.
- Ngày 8 tháng 2, mùng 1 Tết. Phim “Niên Thú Giáng Trần”[12] công chiếu toàn quốc. Thẩm Đằng lồng tiếng cho Thổ Thần.
- Tháng 3, Thẩm Đằng đảm nhận giám chế góp phần diễn xuất vai quan trọng trong “Cao Năng Y Thiếu”.
- Tháng 5, ghi hình “Chúng Ta Xuyên Không Đi” mùa 2.
- Ngày 23 tháng 8, lồng tiếng cho phim hoạt hình “Kỷ Băng Hà: Trời Sập”[13] công chiếu.
- Tháng 9, Thẩm Đằng trở về sân khấu kịch nói. Lưu diễn vở kịch kinh điển toàn quốc “Bá Tước Núi Ô Long”.
- Ngày 17 tháng 10, diễn chính bộ cổ trang hài kịch “Mật Thám Vui Vẻ” phát sóng.
- Ngày 19 tháng 11, Liên Hoan Phim Trung Quốc Quốc Tế Australia thứ 8 diễn ra tại Sydney. Thẩm Đằng nhận được giải Diễn Viên Nam Được Yêu Thích Nhất.

### Năm 2017
- Ngày 27 tháng 1, Thẩm Đằng cùng Ngải Luân, Nguỵ Tường, Ngô Giang, Dương Nguyên Hàn trên đài truyền hình Xuân Vãn năm 2017. Biểu diễn tiểu phẩm “Một Người Con Rể Nữa Người Con”. Thẩm Đằng đóng vai con rể.
- Tháng 3, khách mời phim do Ngô Quân Như đạo diễn “Yêu Linh Linh”. Phim được công chiếu toàn quốc ngày 29 tháng 12 năm 2017.
- Tháng 4, khách mời phim “Cảnh Sát Tôm Hùm” đóng vai ông chủ tiệm tôm hùm - Đầu bếp Thẩm. Phim được công chiếu toàn quốc ngày 22 tháng 6 năm 2018.
- Tháng 5, cùng đài truyền hình Phương Đông đi Morocco thực hiện ghi hình chương trình du lịch “Hành Trình Hoa Dạng”.
- Ngày 26 tháng 7, tại Thanh Đảo tham gia bộ phim “Người Ngoài Hành Tinh Điên Cuồng” ra mắt họp báo. Phim đóng máy vào tháng 12 năm 2017. Tết mùng 1 năm 2019 đồng loạt công chiếu. Thẩm Đằng tham gia bộ phim thứ 3 của Khai Tâm Ma Hoa “Oan Gia Đổi Mệnh”[14], trong phim đóng vai phó chưởng môn - Trương Thù Du. Phim công chiếu toàn quốc ngày 30 tháng 9 năm 2017. Phim được công chiếu 81 ngày, doanh thu phòng vé cuối cùng vượt qua 2,213 tỷ NDT ( 311 triệu USD ). Xếp hạng thứ 3 trong danh sách doanh thu phòng vé năm 2017.
- Tháng 10, đảm nhận vai trò đội trưởng tham gia chương trình gameshow “Hỷ Kịch Tổng Động Viên Mùa 2” do đài truyền hình Chiết Giang sản xuất.
- Tháng 12, diễn chính phim hài “Xin Chào, Quý Ông Tỷ Phú”[15] do Diêm Phi, Bành Đại Ma biên kịch và đạo diễn. Trong phim đóng vai nam chính Vương Đa Ngư. Phim được công chiếu toàn quốc ngày 27 tháng 7 năm 2018. Cùng ngày công chiếu phòng vé đột phá 200 triệu NDT ( 28 triệu USD ). Doanh thu phòng vé cuối cùng vượt qua 2,500 tỷ NDT ( 352 triệu USD ). Mở đầu bộ phim hài thành tích tốt nhất Khai Tâm Ma Hoa. Dựa vào bộ phim này, Liên hoan phim quốc tế Venice lần thứ 75. Thẩm Đằng đạt được giải “Nam Diễn Viên Tiêu Điểm Của Năm”.

### Năm 2018
- Tháng 1, ghi hình chương trình đài truyền hình Chiết Giang “Vương Bài Đối Vương Bài Mùa 3”, đảm nhận đội trưởng Vương Bài.
- Ngày 16 tháng 3, trang mạng Mỹ TC Candler công bố bảng xếp hạng 100 gương mặt đẹp trai nhất khu vực Châu Á Thái Bình Dương năm 2018. Thẩm Đằng xếp ở vị trí thứ 21.[16]
- Ngày 27 tháng 7, đóng chính phim "Xin Chào, Quý Ông Tỷ Phú"[15] công chiếu. Thẩm Đằng góp tiếng phát thanh đêm khuya “Thông Báo Cái Chết” trên đài trực tuyến Chuồn Chuồn FM. Phim “Phi Trì Nhân Sinh” công bố ra mắt mùng 1 Tết năm 2019. Trong phim Thẩm Đằng đóng tay đua. Khách mời bộ phim thứ 4 Khai Tâm Ma Hoa “Xin Chào, Quý Bà Có Tiền”, trong phim đóng vai mục sư. Công chiếu toàn quốc ngày 30 tháng 9 năm 2018. Tham gia bộ phim “Khách Sạn Mặt Trời Không Lặn”, khách mời đóng vai người ngoài hành tinh.

### Năm 2019
- Ngày 4 tháng 2, đài phát thanh và truyền hình trung ương đêm liên hoan tết. Thẩm Đằng cùng Mã Lệ, Ngải Luân, Thường Viễn, Nguỵ Tường biểu diễn tiểu phẩm “Chiếm Chỗ Ngồi”.
- Ngày 5 tháng 2, đóng chính bộ phim “Người Ngoài Hành Tinh Điên Cuồng”[17] công chiếu.
- Ngày 6 tháng 2, Thẩm Đằng đóng chính phim “Phi Trì Nhân Sinh”[18] phòng vé tổng cộng 1,716 tỷ NDT ( 241 triệu USD ). “Người Ngoài Hành Tinh Điên Cuồng” phòng vé tổng cộng 2,200 tỷ NDT ( 309 triệu USD ).
- Năm 2019, Thẩm Đằng ghi hình chương trình đài truyền hình Chiết Giang “Vương Bài Đối Vương Bài Mùa 4”.
- Năm 2019, Thẩm Đằng cùng Trương Vũ Kỳ đóng chính “Quang Thiên Hoá Nhật”.
- Ngày 27 tháng 9, dựa vào bộ phim “Phi Trì Nhân Sinh” đạt được giải “Nam Diễn Viên Chính Xuất Sắc” tại Liên hoan phim quốc tế Bình Nhưỡng lần thứ 17.
- Cùng năm, Thẩm Đằng tham gia “Tìm kiếm tài năng Trung Quốc” mùa 6. Đảm nhận vai trò ban giám khảo.
- Tháng 10, đóng chính phim “Cái Ôm Ấm Áp” khai máy.
- Ngày 7 tháng 12, đóng chính phim “Toàn Dân Hoan Lạc” công bố chính thức khai máy.

### Năm 2020
- Tối ngày 11 tháng 1, đêm hội Sina Weibo năm 2019 được tổ chức tại Bắc Kinh. Thẩm Đằng vinh dự nhận được giải “Weibo - Diễn Viên Có Sức Ảnh Hưởng Của Năm”.
- Ngày 24 tháng 1, Thẩm Đằng cùng Mã Lệ, Hoàng Tài Luân, Đào Lượng, Lưu Khôn, Nguỵ Vĩ tại đài phát thanh và truyền hình trung ương đêm liên hoan tết biểu diễn tiểu phẩm “Cho Qua Loa”.
- Ngày 25 tháng 1, đảm nhận MC tại đêm liên hoan tết của đài truyền hình Bắc Kinh năm 2020.
- Tháng 2, cùng các nghệ sĩ hát MV chủ đề chống lại bệnh dịch “Tin Tưởng Vững Chắc Tình Yêu Sẽ Thắng”.
- Ngày 21 tháng 2, tham gia “Vương Bài Đối Vương Bài Mùa 5”.
- Tháng 8, “Sáng Khách Liên Minh” sắp ra mắt. Đây là bộ đầu tiên Đổ Hiểu Vũ lấn sân sang con đường đạo diễn với sự quy tụ của Thẩm Đằng và các diễn viên hài khác.
- Ngày 1 tháng 10, tham gia diễn bộ phim “Tôi Và Quê Hương Tôi”[19] sắp công chiếu.
- Ngày 20 tháng 10, cùng Ngải Luân đóng chính trong bộ phim hài “Gia Đình Siêu Năng Lực” tiết lộ trước poster.
- Ngày 27 tháng 8, Thẩm Đằng lọt vào danh sách top thứ 28 trong bài báo 100 người nổi tiếng Trung Quốc[20] của Forbes
- Ngày 28 tháng 10, tham gia chương trình đài truyền hình Chiết Giang “Vương Bài Đối Vương Bài Mùa 6”.
- Ngày 29 tháng 10, đóng chính phim do Giả Linh đạo diễn “Xin Chào, Lý Hoán Anh”[21].
- Ngày 28 tháng 11, đảm nhận vai trò MC tại Giải Kim Kê Điện ảnh Trung Quốc lần thứ 33.
- Ngày 7 tháng 12, đóng chính phim “Toàn Dân Hoan Lạc” chính thức ra mắt.
- Ngày 31 tháng 12, Thẩm Đằng đóng chính phim “Cái Ôm Ấm Áp” công chiếu.

### Năm 2021
- Ngày 19 tháng 2 năm 2021, đóng chính phim mới Khai Tâm Ma Hoa “Gia Đình Siêu Năng Lực” công bố mùng 1 Tết 2022 (ngày 1 tháng 2).
- Ngày 21 tháng 2, phim “Xin Chào, Lý Hoán Anh” tổng doanh thu vượt qua 3,83 tỷ NDT. Trợ diễn Thẩm Đằng phòng vé vượt qua 20 tỷ NDT. Trở thành diễn viên đầu tiên trong lịch sử Trung Quốc đạt 20 tỷ NDT chỉ trong vòng 6 năm.[22][23]
- Ngày 19 tháng 3, teaser hài kịch “Khách Sạn Mặt Trời Không Lặn” công chiếu, Thẩm Đằng chỉ xuất hiện standee mô hình.
- Ngày 19 tháng 9, Thẩm Đằng đặc biệt diễn xuất trong phim “Thanh Xuân Tôi Có Cậu” công chiếu.
- Ngày 30 tháng 9, tham gia chỉ đạo phim “Tôi Và Bậc Cha Chú Tôi” công chiếu. Trong phim đóng vai người máy “Hình Nhất Hạo”. Có nhiệm vụ đặc biệt từ năm 2050 trở về năm 2021, gặp sự cố mà chạm trán với cậu bé Tiểu Tiểu. Hai người ngoài ý mà trở thành tổ đội cha con.
- Ngày 10 tháng 10, trở thành ban giám khảo chương trình truyền hình Giang Tô “Mặt Nạ Vũ Vương Mùa 2”.
- Tháng 10, phim Kế Hoạch A phần 5 - Thành Long công bố ban đầu tư và xưởng đội ngũ thầy quay phim. Thẩm Đằng tham gia ban đầu tư.
- Ngày 15 tháng 10, tham gia gameshow “Nhất Niên Nhất Độ Hỉ Kịch Đại Tái” đảm nhiệm ban nhóm thành viên đặc biệt.
- Ngày 24 tháng 12 năm 2021, Thẩm Đằng hát nhạc phim “Nhiệt Tâm 105°C Của Cậu” chính thức ra mắt. Tham gia phim hài Khai Tâm Ma Hoa “Gia Đình Siêu Năng Lực” dự kiến mùng 1 Tết 2022 công chiếu.
- Ngày 31 tháng 12, tham gia “Mộng Viên Đông Phương•Truyền Hình Đông Phương Lễ Đón Giao Thừa”

### Năm 2022
- Ngày 9 tháng 1 năm 2022, tham gia game show “Ma Hoa Rất Vui Vẻ” phát sóng.
- Ngày 11 tháng 1, chương trình “Ma Hoa Cục Trong Cục” phát sóng.
- Ngày 31 tháng 1, tham gia Xuân Vãn cùng Mã Lệ, Ngải Luân, Thường Viễn, Vương Thành Tư, Hứa Văn Hách biểu diễn tiểu phẩm “Trả Không Trả”. Cùng năm, tham gia “Bách Hoa Nghinh Xuân” cùng Cận Đông, Ngô Kinh và những người khác trình bày “Gửi Bách Hoa”.
- Ngày 1 tháng 2, đóng chính phim “Tứ Hải”[24] công chiếu. Tham gia đêm liên hoan tết của đài truyền hình Bắc Kinh. Khai Tâm Ma Hoa chúc tết “Ma Hoa Người Một Nhà”.
- Ngày 25 tháng 2, “Vương Bài Đối Vương Bài Mùa 7”.
- Ngày 28 tháng 7, Tuần Điện Ảnh Sóng Biển 2022, thông báo chủ tịch uỷ ban nghệ thuật và uỷ viên ban nghệ thuật. Thẩm Đằng đảm nhiệm uỷ viên ban nghệ thuật.
- Ngày 29 tháng 7, đóng chính phim “Độc Hành Mặt Trăng”[25] công chiếu. Trong phim đóng vai Độc Cô Nguyệt.
- Ngày 11 tháng 8, hát “Độc Hành Mặt Trăng” nhạc phim “Đường Đi Về Nhà” chính thức phát hành.
- Ngày 14 tháng 8, tại đêm hội Sina Weibo đạt được giải “Diễn Viên Nam Được Yêu Thích Nhất.” Cùng năm, tham gia chương trình “Ba Chàng Thiếu Niên” công chiếu. Tháng 8, Lễ khai mạc Liên hoan phim quốc tế Bắc Kinh lần thứ 12. Thẩm Đằng cùng Mã Lệ nhóm thành “Thẩm Mã Couple” giới thiệu “Tốc Độ Và Tình Yêu” cùng 4 bộ tác phẩm loạt vào vòng trong.
- Ngày 17 tháng 8, thực sự công bố đội hình kế hoạch ReelFocus. Thẩm Đằng tham gia.
- Ngày 18 tháng 8, tham gia đêm lễ hội siêu xe Super 818•Lễ giữa năm đài truyền hình Chiết Giang.
- Tính đến ngày 28 tháng 8 năm 2022, tất cả phòng vé đóng chính Thẩm Đằng tính tổng đột phá 25 tỷ NDT.[26]
- Tháng 11 năm 2022, được đề cử Nam diễn viên chính xuất sắc nhất tại Lễ trao giải Kim Kê Trung Quốc lần thứ 35.

### Năm 2023
- Ngày 21 tháng 1, tham gia đài phát thanh và truyền hình trung ương đêm liên hoan tết năm 2023. Diễn xuất weibo phim “Tôi Và Xuân Vãn Tôi”. Cùng Mã Lệ, Ngải Luân, Thường Viễn biểu diễn tiểu phẩm “Hố”.
- Ngày 22 tháng 1, tham gia đêm liên hoan tết của đài truyền hình Bắc Kinh phát sóng. Biểu diễn ca khúc “Ngày Mai Sẽ Càng Tốt”.
- Cùng ngày, đóng chính phim “Mãn Giang Hồng”[27] công chiếu vai Trương Đại.
- Ngày 4 tháng 2, tham gia “Khai Tâm Ma Hoa Khai Tương Dạ”.
- Tháng 3, tham gia “Vương Bài Đối Vương Bài Mùa 8”. Phim “Mãn Giang Hồng” Bắc Mỹ dự kiến ngày 17 tháng 3, tại Trung Quốc phòng vé vượt qua 4,500 tỷ NDT ( 633 triệu USD ). Tháng 4, phim “Gia Đình Siêu Năng Lực” dự kiến ngày 21 tháng 7.
- Tháng 6, “Xuất Phát Ngay Nào” công bố chính thức đội hình có Thẩm Đằng tham gia.
- Ngày 2 tháng 9, đảm nhận cố vấn nghệ thuật điện ảnh “Điểm Đáo Vi Chỉ” khai máy.
- Ngày 20 tháng 10, tham gia “Vương Bài Đối Vương Bài Mùa 8” phát sóng.

### Năm 2024
- Ngày 7 tháng 2, hát “Phi Trì Nhân Sinh 2” MV nhạc phim “Theo Cảm Xúc Mà Đi”.[28]
- Ngày 9 tháng 2, tham gia Xuân Vãn cùng Mã Lệ, Ngải Luân biểu diễn tiểu phẩm “Hàn Xá Bất Hàn” .[29]
- Ngày 10 tháng 2, đóng chính phim “Phi Trì Nhân Sinh 2”[30] công chiếu.

## Đời Tư
Thẩm Đằng kết hôn với nữ diễn viên Vương Kỳ (王琦) vào tháng 3 năm 2016 sau 12 năm yêu nhau. Con trai của họ sinh vào ngày 22 tháng 8 năm 2018.

## Đóng Phim

### Phim[33]
| Năm  | Tiếng Việt                       | Tiếng Trung            | Vai Diễn             | Chú Thích        |
| ---- | -------------------------------- | ---------------------- | -------------------- | ---------------- |
| 2012 | Mối Quan Hệ Trên Giường          | 床上关系               | Trương Thành         |                  |
| 2014 | Mở Cờ Trong Bụng                 | 心花怒放               | Ông Chủ Quán Bar     |                  |
| 2015 | Cút Ngay! U Quân                 | 滚蛋吧！肿瘤君         | Bạn Trai Cũ Hùng Đốn |                  |
| 2015 | Hạ Lạc Rất Phiền Não             | 夏洛特烦恼             | Hạ Lạc               |                  |
| 2015 | Nhất Niệm Thiên Đường            | 一念天堂               | Thẩm Mặc             |                  |
| 2016 | Niên Thú Giáng Trần              | 年兽大作战             | Thổ thần             | lồng tiếng       |
| 2016 | Kỷ Băng Hà: Trời Sập             | 冰原历险记：笑星撞地球 | Buck                 | lồng tiếng       |
| 2016 | Vương Bài Đối Vương Bài          | 王牌逗王牌             | KK                   |                  |
| 2017 | Oan Gia Đổi Mệnh                 | 羞羞的铁拳             | Trương Thù Du        |                  |
| 2017 | Giả Linh Linh                    | 妖铃铃                 | Từ Đại Phú           |                  |
| 2018 | Cảnh Sát Tôm Hùm                 | 龙虾刑警               | Ông Chủ Tiệm         |                  |
| 2018 | Xin Chào, Quý Ông Tỷ Phú         | 西虹市首富             | Vương Đa Ngư         |                  |
| 2018 | Xin Chào, Quý Bà Có Tiền         | 李茶的姑妈             | Mục Sư               |                  |
| 2019 | Người Ngoài Hành Tinh Điên Cuồng | 疯狂的外星人           | Thẩm Đằng Phi        |                  |
| 2019 | Phi Trì Nhân Sinh                | 飞驰人生               | Trương Trì           |                  |
| 2020 | Lạc Lối Ở Nga                    | 囧妈                   | Hành Khách           |                  |
| 2020 | Tôi Và Quê Hương Tôi             | 我和我的家乡           | Mã Lượng             | [ 34 ]           |
| 2020 | Cái Ôm Ấm Áp                     | 温暖的抱抱             | Bác Sĩ Giả           |                  |
| 2021 | Quang Thiên Hóa Nhật             | 光天化日               | Tôn Phi              | Chưa công chiếu  |
| 2021 | Xin Chào, Lý Hoán Anh            | 你好，李焕英           | Thẩm Quang Lâm       |                  |
| 2021 | Khách Sạn Mặt Trời Không Lặn     | 日不落酒店             | Standee mô hình      | [ 35 ]           |
| 2021 | Thanh Xuân Tôi Có Cậu            | 我的青春有个你         | Chủ Nhiệm            |                  |
| 2021 | Tôi Và Bậc Cha Chú Tôi           | 我和我的父辈           | Hình Nhất Hạo        | Tự biên, tự diễn |
| 2022 | Tứ Hải                           | 四海                   | Ngô Nhân Đằng        |                  |
| 2022 | Độc Hành Mặt Trăng               | 独行月球               | Độc Cô Nguyệt        |                  |
| 2023 | Mãn Giang Hồng                   | 满江红                 | Trương Đại           |                  |
| 2023 | Gia Đình Siêu Năng Lực           | 超能一家人             | Thị Trưởng           |                  |
| 2024 | Phi Trì Nhân Sinh 2              | 飞驰人生2              | Trương Trì           |                  |

### Phim Truyền Hình[36]
| Năm  | Tiếng Việt                | Tiếng Trung  | Vai Diễn        | Chú Thích |
| ---- | ------------------------- | ------------ | --------------- | --------- |
| 2001 | Đông Bắc Người Một Nhà    | 东北一家人   | Mã Nhị Hổ       |           |
| 2004 | Phụ Nữ Vây Trong Nhà      | 围屋里的女人 | Tào Nguyên Cát  |           |
| 2004 | Hiện Trường Vụ Án         | 案发现场     | Hạ Hiểu Cường   |           |
| 2005 | Vợ Chồng Thời Sai         | 夫妻时差     | Mạch Đông       |           |
| 2006 | Hiện Trường Vụ Án 2       | 案发现场II   | Hạ Hiểu Cường   |           |
| 2007 | Bước Chạy Thanh Xuân      | 青春正步走   | Thường Hòa Bình |           |
| 2012 | Sự Tiến Hóa Của Thiên Tài | 天才进化论   | Ngũ Vũ Minh     |           |
| 2012 | Thanh Niên Bắc Kinh       | 北京青年     | Ân Cường        |           |
| 2012 | Kẻ Thất Bại               | 屌丝男士     | Đồng nghiệp     |           |
| 2014 | Người Gặp Người Yêu       | 人见人爱     | Hách Kiến       |           |
| 2015 | Anh Là Đôi Mắt Của Em     | 你是我的眼   | Trương Tam Cân  |           |
| 2016 | Mật Thám Vui Vẻ           | 欢喜密探     | Thẩm Lão Tiện   |           |
| 2017 |                           | 六位帝狂玩   |                 |           |
| 2017 | Cao Năng Y Thiếu          | 高能医少     | Thầy Giáo       |           |

## Tiểu Phẩm
| Năm  | Tiếng Việt                                       | Tiếng Trung            | Vai Diễn                   | Vai Trò              | Chú Thích                    |
| ---- | ------------------------------------------------ | ---------------------- | -------------------------- | -------------------- | ---------------------------- |
| 2011 | Tân Xuân Thỏ Bảo Bối                             | 新春兔宝宝             |                            | Đạo Diễn             |                              |
| 2012 | Hạnh Phúc Hôm Nay                                | 今天的幸福             | Hách Kiến                  | Diễn Chính           | Xuân Vãn 2012                |
| 2012 | Đế Giày Siêu Hạnh Phúc 2012                      | 超幸福鞋垫2012         | Hách Kiến                  | Khách Mời            |                              |
| 2013 | Hạnh Phúc Hôm Nay 2                              | 今天的幸福2            | Hách Kiến                  | Diễn Chính           | Xuân Vãn 2013                |
| 2013 | Đế Giày Siêu Hạnh Phúc Phần Tôi Chỉ Quan Tâm Cậu | 超幸福鞋垫之我只在乎你 | Hách Thiến Nhi             | Khách Mời            |                              |
| 2013 | Náo Nguyên Tiêu                                  | 闹元宵                 | Ma Hoa Sơn Đại Ca          | Diễn Viên, Đạo Diễn  |                              |
| 2014 | Đỡ Không Đỡ                                      | 扶不扶                 | Hách Kiến                  | Diễn Chính           | Xuân Vãn 2014                |
| 2015 | Thuận Theo Sở Thích                              | 投其所好               | Hách Kiến                  | Diễn Chính           | Xuân Vãn 2015                |
| 2015 | 365 Lời Chúc Phúc                                | 365个祝福              | Thẩm Đằng                  | Diễn Chính           |                              |
| 2015 | Nhiệt Đới Kinh Lôi                               | 热带惊雷               | Binh Sĩ                    | Diễn Chính           | Hoan Lạc Hỷ Kịch Nhân Mùa 1  |
| 2015 | Đời Người Từ Xưa Ai Không Chết                   | 人生自古谁无死         |                            | Diễn Chính           | Hoan Lạc Hỷ Kịch Nhân Mùa 1  |
| 2015 | Bạn Thân Thuần Khiết                             | 纯闺蜜                 | Thẩm Đằng                  | Diễn Chính           | Hoan Lạc Hỷ Kịch Nhân Mùa 1  |
| 2015 | Ba Ba Ba Ba Ba Ba                                | 爸爸爸爸爸爸           | Cha Của Đứa Trẻ Bị Bắt Cóc | Diễn Chính           | Hoan Lạc Hỷ Kịch Nhân Mùa 1  |
| 2015 | Nhất Niệm Thiên Đường                            | 一念天堂               | Thẩm Mặc                   | Diễn Chính           | Hoan Lạc Hỷ Kịch Nhân Mùa 1  |
| 2015 | Siêu Năng Anh Hùng                               | 超能英雄               | Người Sắt                  | Diễn Chính           | Hoan Lạc Hỷ Kịch Nhân Mùa 1  |
| 2015 | Thợ Săn Tiền Thưởng                              | 赏金猎人               | Thợ Săn Tiền Thưởng        | Diễn Chính           | Hoan Lạc Hỷ Kịch Nhân Mùa 1  |
| 2015 | Thợ Săn Tiền Thưởng 2                            | 赏金猎人2              | Thợ Săn Tiền Thưởng        | Diễn Chính           | Hoan Lạc Hỷ Kịch Nhân Mùa 1  |
| 2015 | Đường Của Tôi                                    | 我的路                 | Thí Sinh                   | Diễn Chính           | Hoan Lạc Hỷ Kịch Nhân Mùa 1  |
| 2015 | Tên Trộm Ở Đâu?                                  | 小偷在哪？             | Charlie Chaplin            | Diễn Chính           | Hoan Lạc Hỷ Kịch Nhân Mùa 1  |
| 2015 | Người Bị Nhiễm                                   | 感染者                 | Thẩm Đằng                  | Diễn Chính           | Hoan Lạc Hỷ Kịch Nhân Mùa 1  |
| 2016 | Đại Thánh Trở Về                                 | 大圣归来               | Thái Bạch Kim Tinh         | Trợ Diễn Chung Kết   | Hoan Lạc Hỷ Kịch Nhân Mùa 2  |
| 2016 | 39                                               | 39                     | Thẩm Đằng                  | Diễn Chính, Đạo Diễn | Hỷ Kịch Tổng Động Viên Mùa 1 |
| 2016 | Tôi Tên An Đức Liệt                              | 我叫安德烈             | An Đức Liệt                | Diễn Chính           | Hỷ Kịch Tổng Động Viên Mùa 1 |
| 2017 | Một Người Con Rể Nữa Người Con                   | 一个女婿半个儿         | Cù Đức Hoang               | Diễn Chính, Đạo Diễn | Xuân Vãn 2017                |
| 2017 | Con Đường Hỷ Kịch                                | 喜剧之路               | Thẩm Đằng                  | Trợ Diễn Chung Kết   | Hoan Lạc Hỷ Kịch Nhân Mùa 3  |
| 2019 | Chiếm Chỗ Ngồi                                   | 占位子                 | Hách Kiến                  | Diễn Chính, Đạo Diễn | Xuân Vãn 2019                |
| 2020 | Cho Qua Loa                                      | 走过场                 | Trưởng Phòng Hách          | Diễn Chính, Đạo Diễn | Xuân Vãn 2020                |
| 2022 | Trả Không Trả                                    | 还不还                 | Lão Thẩm                   | Diễn Chính           | Xuân Vãn 2022                |
| 2023 | Hố                                               | 坑                     | Chủ Nhiệm Hách             | Diễn Chính           | Xuân Vãn 2023                |
| 2024 | Hàn Xá Bất Hàn                                   | 寒舍不寒               | Lý Quỳ                     | Diễn Chính, Đạo Diễn | Xuân Vãn 2024                |

## Sân Khấu Kịch
| Năm  | Tiếng Việt                                 | Tiếng Trung             | Vai Diễn         | Vai Trò      | Chú Thích        |
| ---- | ------------------------------------------ | ----------------------- | ---------------- | ------------ | ---------------- |
| 2003 | Muốn Ăn Bánh Quẩy Giờ Vặn Cho Cậu          | 想吃麻花现给你拧        | Tả Tiểu Sơn      | Phó Đạo Diễn |                  |
| 2005 | Khai Tâm Ma Hoa Nhân Phiêu Tại Giang Hồ    | 开心麻花·人在江湖漂     | Trúc Diệp Thanh  | Đạo Diễn     |                  |
| 2006 | Tôi Ở Thiên Đường Chờ Em                   | 我在天堂等你            | Âu Mộc Hâm       |              | [ 46 ]           |
| 2006 | Thanh Niên Quân Cận Vệ                     | 青年近卫军              | Friedrich        |              |                  |
| 2007 | Khai Tâm Ma Hoa 2007: Thạch Đầu Điên Cuồng | 开心麻花2007·疯狂的石头 |                  | Đạo Diễn     | [ 47 ]           |
| 2008 | Ngọt Mặn Xứng Đôi                          | 甜咸配                  | Tiểu Thuận       | Đạo Diễn     |                  |
| 2009 | Hải Tặc Somalia                            | 索马里海盗              | Thầy giáo Tiểu P | Đạo Diễn     |                  |
| 2010 | Khai Tâm Ma Hoa: Bá Tước Núi Ô Long        | 开心麻花·乌龙山伯爵     | Tạ Giải          | Diễn Chính   | [ 48 ]           |
| 2016 | Bản Minh Tinh: Bá Tước Núi Ô Long          | 明星版·乌龙山伯爵       | Tạ Giải          | Diễn Chính   | [ 49 ]           |
| 2020 | Bá Tước Núi Ô Long                         | 乌龙山伯爵              | Tạ Giải          | Diễn Chính   | [ 50 ]           |
| 2023 | Hạ Lạc Rất Phiền Não                       | 夏洛特烦恼              | Hạ Lạc           | Diễn Chính   | Trực Tiếp Douyin |

## Kỷ Lục Giải Thưởng

### Phim Và Truyền Hình
| Năm  | Lễ Trao Giải                                  | Giải Thưởng                             | Đề Cử                            | Kết Quả      | Chú Thích |
| ---- | --------------------------------------------- | --------------------------------------- | -------------------------------- | ------------ | --------- |
| 2019 | Liên hoan phim quốc tế Bình Nhưỡng lần thứ 17 | Nam Diễn Viên Chính Xuất Sắc Nhất       | Phi Trì Nhân Sinh                | Đoạt giải    |           |
| 2019 | Liên hoan phim MaCau lần thứ 11               | Nam Diễn Viên Chính Xuất Sắc Nhất       | Người Ngoài Hành Tinh Điên Cuồng | Đề cử        |           |
| 2020 | Giải Hoa Đỉnh                                 | Nam Diễn Viên Chính Được Yêu Thích Nhất | Phi Trì Nhân Sinh                | Đoạt giải    |           |
| 2022 | Giải Bách Hoa lần thứ 36                      | Nam Diễn Viên Chính Xuất Sắc Nhất       | Tôi Và Quê Hương Tôi             | Đề cử        | [ 52 ]    |
| 2022 | Đêm Hội Điện Ảnh Weibo 2022                   | Diễn Viên Được Yêu Thích Của Năm        |                                  | Đoạt giải    | [ 53 ]    |
| 2022 | Liên hoan phim quốc tế Ma Cao lần thứ 14      | Nam Diễn Viên Chính Xuất Sắc Nhất       | Độc Hành Mặt Trăng               | Đề cử        | [ 54 ]    |
| 2022 | Giải Kim Kê Trung Quốc lần thứ 35             | Nam Diễn Viên Chính Xuất Sắc Nhất       | Độc Hành Mặt Trăng               | Đề cử        | [ 55 ]    |
| 2023 | Đêm hội Điện Ảnh Weibo                        | Diễn Viên Có Sức Ảnh Hưởng Của Năm      |                                  | Đoạt giải    | [ 56 ]    |
| 2023 | Tencent Video - Tinh Quang Đại Tưởng          | Ngôi Sao Tiết Mục Của Năm               | Xuất Phát Ngay Nào               | Đoạt giải    | [ 57 ]    |
| 2024 | Giải Điện ảnh Châu Á lần thứ 17               | Nam Diễn Viên Chính Xuất Sắc Nhất       | Mãn Giang Hồng                   | Chưa công bố | [ 58 ]    |

### Thành Tích Cá Nhân
| Năm  | Lễ Trao Giải                                      | Giải Thưởng                       | Đề Cử | Kết Quả   | Chú Thích |
| ---- | ------------------------------------------------- | --------------------------------- | ----- | --------- | --------- |
| 2015 | Hoan Lạc Hỷ Kịch Nhân Mùa 1                       | Quán Quân                         |       | Đoạt giải |           |
| 2016 | Đêm hội Điện Ảnh Weibo                            | Diễn Viên Hài Được Yêu Thích Nhất |       | Đoạt giải | [ 59 ]    |
| 2016 | Liên Hoan Phim Trung Quốc Quốc Tế Australia thứ 8 | Diễn Viên Nam Được Yêu Thích      |       | Đoạt giải |           |
| 2018 | Thời Đại Năng Lượng - Đêm Thời Trang, Lễ Tất Niên | Người Ảnh Hưởng Thời Đại          |       | Đoạt giải |           |